# Eligio Resta
Eligio Resta (Bari, 1948) è un giurista e filosofo italiano.

## Biografia
Alfiere del Lavoro nel 1965, si è laureato nel 1970 presso la Facoltà di giurisprudenza dell'Università degli Studi di Bari e ha insegnato filosofia del diritto e teoria generale del diritto presso la stessa Facoltà dell'ateneo barese, la London School of Economics e il Birkbeck College.
È professore emerito di filosofia del diritto e sociologia del diritto presso la Facoltà di giurisprudenza dell'Università degli Studi Roma Tre. È altresì docente di filosofia del diritto ed informatica e logica giuridica presso l'Università telematica internazionale UniNettuno
Ha ricoperto il ruolo di componente laico del Consiglio superiore della magistratura dal 1998 al 2002 in quota Verdi indicato dalla maggioranza di centrosinistra dal Parlamento in seduta comune.
È condirettore del progetto comune di ricerca Adjudication and Theories of Law con Duncan Kennedy della Harvard Law School, condirettore, assieme a Stefano Rodotà, del seminario permanente sulla cultura giuridica contemporanea della Fondazione Lelio e Lisli Basso-Issoco, nonché delle riviste Sociologia del diritto e Politica del diritto.

## Studi
I suoi studi spaziano dai temi classici della filosofia del diritto fino a temi di particolare attualità quali quelli riguardanti l'infanzia, i diritti dei minori e il biodiritto.
Particolarmente interessanti sono gli scritti nei quali indaga sul significato e sui risvolti giuridici del concetto di "farmaco" come antidoto necessario alla violenza.

## Opere
- Conflitti sociali e giustizia, Bari, De Donato, 1977.
- Diritto e sistema politico, Torino, Loescher, 1982.
- L' ambiguo diritto, Milano, FrancoAngeli, 1984.
- Poteri e diritti, Torino, G. Giappichelli, 1996.
- La certezza e la speranza. Saggio su diritto e violenza, Roma-Bari, Laterza, 1996.
- Le stelle e le masserizie. Paradigmi dell'osservatore, Roma-Bari, Laterza, 1997.
- L'infanzia ferita, Roma-Bari, Laterza, 1998.
- Il diritto fraterno, Roma-Bari, GLF Editori Laterza, 2004.
- Diritto vivente, Roma-Bari, GLF Editori Laterza, 2008.
- Le regole della fiducia, Roma-Bari, GLF Editori Laterza, 2011.